# Кай (річка)
Кай (в'єт. Sông Cái) — річка на півдні В'єтнаму. Довжина річки становить 84 км. Протікає через провінції Кханьхоа та Даклак. Впадає в Південнокитайське море в бухту міста Нячанг. Басейн річки становить 1732 км². Нахил русла між витоком та гирлом становить 22,8 %. Річка має п'ятнадцять приток завдовжки понад 10 км. У сезон повені, з жовтня по грудень, її стік збільшується на 73 %.